# Кондрашова, Долорес Гургеновна
Доло́рес (Лариса) Гурге́новна Кондрашо́ва (урожденная - Тертерян) (24 ноября 1936, Баку — 23 января 2023, Москва) — советский и российский парикмахер и дизайнер. Заслуженный деятель искусств Российской Федерации (2002), заслуженный работник бытового обслуживания населения СССР (1987).

## Биография
Долорес (позже; Лариса) Гургеновна Кондрашова в девичестве Тертерян родилась 24 ноября 1936 года в Баку в семье директора концертно-театрального объединения Баку Гургена Тертеряна. После смерти отца вместе с матерью Тамарой и сестрой Жанной приехала в Москву. Здесь она увлеклась и посвятила себя парикмахерскому искусству.
С 1962 по 1970 годы работала парикмахером — модельером.
В 1970 году — победитель конкурса парикмахеров социалистических стран «Кубок Дружбы», серебряный призёр чемпионата мира по парикмахерскому искусству в Париже.
С 1971 по 1989 год — руководитель Лаборатории моделирования причёсок при Министерстве бытового обслуживания.
С 1971 года — главный тренер сборной команды СССР, а затем России по парикмахерскому искусству.
В 1998 году на чемпионате мира в Сеуле российская сборная впервые завоевала титул Чемпиона мира по парикмахерскому искусству.
В 1986 году окончила Московский технологический институт по специальности экономист.
В 1992 году создала Союз парикмахеров и косметологов России, став его президентом.
С 1992 года издавала первый общероссийский журнал для парикмахеров и косметологов «Долорес».
В 1992 году совместно с фирмой WELLA основала салон «Велла-Долорес».
В 1997 году открыла первую в стране Академию парикмахерского искусства «Долорес», которая готовит мастеров высшей категории для всей России.
Являлась создателем фестиваля «Мир красоты», который много лет проводится в Государственном Кремлёвском дворце. Долорес Кондрашова являлась создателем фестиваля «Весенний вернисаж», который много лет проводится в Гостином Дворе.
Кондрашова  открыла дорогу в искусство таким российским дизайнерам прически как Сергей Зверев, Оксана Андрианова, Ирина Баранова, Марина Васканян, Араик Крист, Татьяна Евменкова  и многим другим. Таким визажистам, как Денис Карташев, Андрей Бахирев.
5 марта 2001 года Долорес Кондрашова в числе заслуженных женщин России была приглашена в Кремль на приём к президенту России Владимиру Путину, посвящённый Международному женскому дню 8 Марта.
27 апреля 2002 года Долорес Кондрашова была награждена президентом Российской Федерации высоким званием «Заслуженный деятель искусств Российской Федерации».
Французское правительство, по достоинству оценив вклад Долорес в дело мирового парикмахерского искусства, наградило её Орденом Почетного Легиона степени командора.
В 2002 году стала лауреатом Национальной премии общественного признания достижений женщин «Олимпия».
На конгрессе Всемирной организации парикмахеров (ОМС), состоявшемся летом 2006 года, Долорес Кондрашова вновь была избрана президентом восточноевропейской зоны ОМС.
Скончалась 23 января 2023 года. Похоронена рядом с мужем на Востряковском кладбище..

## Личная жизнь
Первый муж — офицер Леонид Кондрашов.
Второй муж — Иосиф Адольфович Гольдман (1937—2020).
Детей не было.

## Награды
- Орден Трудового Красного Знамени (1976, № 995269)
- Орден «Знак Почёта» (1971, № 572283)
- Орден Дружбы (1997)
- Орден Почёта (2009)
- Три Золотых медалей ВДНХ СССР «За успехи в народном хозяйстве СССР» (1970, 1978, 1982)
- Заслуженный деятель искусств Российской Федерации (2002)
- Заслуженный работник бытового обслуживания населения СССР (1987)
- Медаль «Ветеран труда» (1990)
- Медаль «В память 850-летия Москвы»
- Знак отличия «За безупречную службу городу Москве» L лет (2 марта 2015) — за многолетнюю плодотворную деятельность на благо города Москвы и его жителей